# جمرة الهواء
جمرة الهواء أو نزول جمرة الهواء هي فترة تبدأ يوم 20 فبراير وتنتهي يوم 26 من نفس الشهر، يصبح فيها الهواء دافئا تدريجيّا.